# The Karelian Isthmus
The Karelian Isthmus è il primo album della progressive death metal/folk metal band Amorphis.

## L'album
Il disco è certamente il più death metal di quelli prodotti dal gruppo finnico che, accanto alle tipiche sonorità del death, affianca contaminazioni doom metal.
Sebbene l'album abbia preso il nome da uno storico campo di battaglia finlandese in "The Karelian Isthmus" i testi si concentrano sui noti temi epici degli Amorphis: la storia della guerra e della religione finlandesi, attingendo maggiormente alla mitologia celtica piuttosto che alle successive tradizioni della terra natale degli Amorphis.  Il lato epico è a volte spezzato dai temi lirici occulti in tracce tra cui "Pilgrimage", "Misery Path" e "Black Embrace".
Negli ultimi anni, le canzoni di questo album sono state suonate in più spettacoli durante le esibizioni dal vivo degli Amorphis, nonostante abbiano uno stile diverso rispetto ai loro lavori successivi.
Il disco è stato ristampato assieme all'EP "Privilege of Evil" nel 2003.

## Tracce
1. Karelia (Koivusaari, Holopainen) – 0:44
2. The Gathering (Holopainen, Koivusaari) – 4:13
3. Grail's Mysteries (Holopainen) – 3:02
4. Warriors Trail (Holopainen, Koivusaari) – 5:04
5. Black Embrace (Rechberger, Koivusaari, Holopainen) – 3:39
6. Exile of the Sons of Uisliu (Holopainen) – 3:44
7. Lost Name of God (Rechberger, Koivusaari, Holopainen) – 5:32
8. Pilgrimage (Holopainen, Koivusaari) – 4:38
9. Misery Path (Holopainen, Koivusaari, Rechberger) – 4:19
10. Sign from the North Side (Holopainen, Koivusaari, Laine) – 4:54
11. Vulgar Necrolatry (Abhorrence cover) (Ahlroth, Koivusaari) – 4:22

### Bonus tracks
Bonus track
1. Pilgrimage from Darkness (Holopainen, Koivusaari, Laine, Rechberger) – 4:32
2. Black Embrace (Rechberger, Koivusaari, Holopainen) – 3:25
3. Privilege of Evil (Holopainen, Koivusaari, Laine, Rechberger) – 3:50
4. Misery Path (Holopainen, Koivusaari, Rechberger) – 4:17
5. Vulgar Necrolatry (Koivusaari) – 3:58
6. Excursing from Existence (Holopainen, Koivusaari, Laine, Rechberger) – 3:06

## Formazione
- Tomi Koivusaari – voce, chitarra ritmica
- Esa Holopainen – chitarra solista
- Olli-Pekka Laine – basso
- Jan Rechberger  – batteria, tastiere

### Altri musicisti
- Jukka Kolehmainen – voce in Vulgar Necrolatry